# تو رئیس هستی!
تو رئیس هستی! (انگلیسی: You Are the Boss!؛‏ کره‌ای: 잘났어 정말) یک مجموعه تلویزیونی محصول کره جنوبی سال ۲۰۱۳ بازی ها هی را، لی هیونگ چول، شیم هیونگ تاک و کیم بین وو است. این سریال روزانه، از ۶ مه تا ۴ اکتبر ۲۰۱۳، روزهای دوشنبه تا جمعه ساعت ۱۹:۵۰ از ام‌بی‌سی برای ۱۰۸ قسمت پخش شد.

## بازیگران

### اصلی
- ها هی را در نقش مین جی سو / مین جی وون
- لی هیونگ چول در نقش چا وو سونگ
- شیم هیونگ تاک در نقش لی سون نام
- کیم بین وو در نقش لی سون می

### مکمل
- پارک گون هیونگ در نقش لی ده گوان
- چا جو اوک در نقش جونگ این کیونگ
- مون یونگ می در نقش کیم یونگ اوک
- جانگ یه سول در نقش به سا رانگ
- جانگ هی سو در نقش جانگ اوک جا
- پارک سونگ هون در نقش یو دوک هوا
- هوانگ جی نی در نقش هو یونگ می
- پارک جون هیوک در نقش به کی چول
- مون سو یون در نقش دو و هی